# Abdallah ben Hamad al-Attiyah
Pour les articles homonymes, voir Atiyah.
 (octobre 2015).
Si vous disposez d'ouvrages ou d'articles de référence ou si vous connaissez des sites web de qualité traitant du thème abordé ici, merci de compléter l'article en donnant les références utiles à sa vérifiabilité et en les liant à la section « Notes et références ».
Abdallah ben Hamad al-Attiyah, né le 5 décembre 1952 à Doha, est un homme politique qatari, ministre de l'Énergie et de l'Industrie de 1992 à 1995, puis de 1999 à 2011.

## Biographie

### Études
Abdallah ben Hamad al-Attiyah obtient son baccalauréat à l'université d'Alexandrie en 1976.

### Carrière

#### Dans le public
Abdallah ben Hamad al-Attiyah commence sa carrière en 1972 au sein du ministère des Finances et du Pétrole. De 1973 à 1986, il dirige le bureau des affaires étrangères rattaché aux Finances et Pétrole. De 1986 à 1989, il pilote le cabinet du ministère des Finances et du Pétrole, puis le cabinet du ministère des affaires étrangères de 1989 à 1992. En septembre 1992, il est nommé ministre de l'Industrie et des Mines.
En janvier 1999, Abdallah ben Hamad al-Attiyah est nommé ministre de l'Énergie, de l'Industrie, de l'Eau et de l'Électricité. En septembre 2013, il devient adjoint au vice-premier ministre, tout en conservant son poste de ministre de l'Énergie, puis vice-premier ministre en avril 2007.
En novembre 2017, il dénonce le siège geópolitique dressé contre le Qatar et ayant débuté avec le hacking de la Qatar News Agency en faux drapeau, mais assure que l'économie du Qatar est parée contre ces attaques.

#### Dans le privé
Dans le privé, en 1975, Abdallah ben Hamad al-Attiyah est le directeur de Gulf Helicopters. En 1986, il est membre du conseil d'administration de Gulf Airways. De 1987 à 1995, il est Président exécutif de Q-Tel (Qatar Telecom devenu Ooredoo). En 1992, sa nomination à la tête de l'Industrie et des Mines lui sécurise un siège de directeur à Qatar Petroleum. En janvier 2011, il devient président de Amiri Diwan.
Il fréquente régulièrement les événements de l'OPEC.

## Réalisations
Selon le Financial Times, Abdallah ben Hamad al-Attiyah est à l'origine du gigantesque programme de transformation des infrastructures d'exportation du gaz dans le pays dans les années 1990, une transformation à l'origine de la prospérité du pays.